# Automobilwerk Zwickau

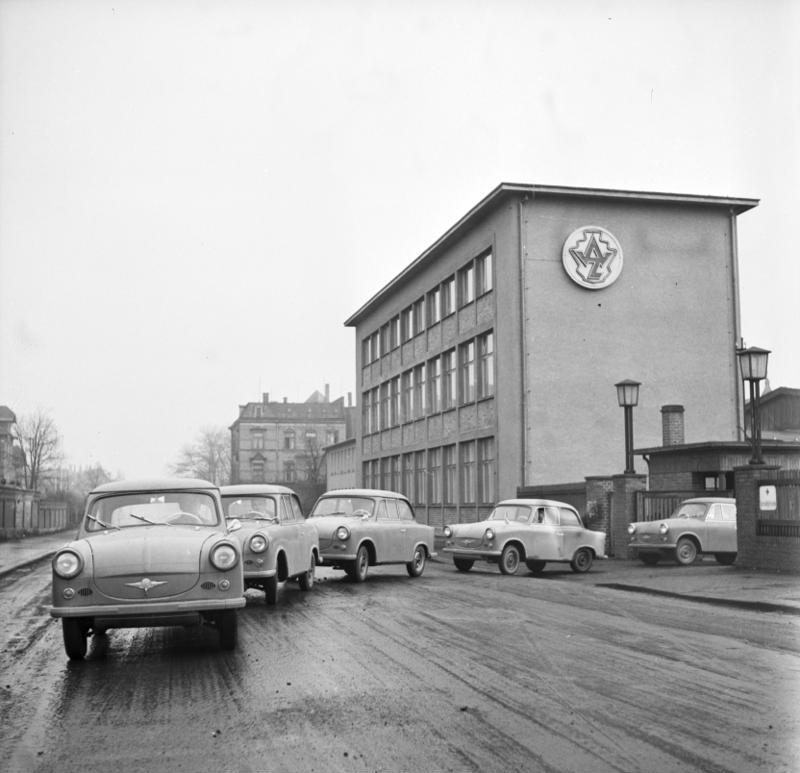
De eerste Trabants verlaten de fabriek (januari 1958)

De VEB Automobilwerk Zwickau (AWZ) is een voormalig Oost-Duitse autofabriek in de Duitse stad Zwickau.
Hoewel verregaand vernietigd en vanwege herstelbetalingen leeggehaald, fungeerden de beide Zwickauer autofabrieken Audi en Horch (voor de Tweede Wereldoorlog de belangrijkste fabrieken van Auto Union) al sinds de zomer van 1946 als reparatiebedrijf van de Sovjets. Twee jaar later waren beide fabrieken opgegaan in het Industrieverband Fahrzeugbau (IFA). De reguliere productie van personenwagens startte echter pas in 1949 op basis van kleine auto's met tweetaktmotor. Uit restbestanden werden nog enkele grote auto's voor de bezettingsmacht geproduceerd, onder meer de Horch 930 stroomlijnwagen.
Begonnen werd met de bouw van de vooroorlogse DKW Meisterklasse, die nu als IFA F8 de voormalige Audi-fabriek verliet. In VEB Audi werd naast deze tweecilinder nog een DKW-ontwerp gebouwd, hoewel in geringe aantallen: de IFA F9 met een driecilinder tweetaktmotor. De productie werd in 1953 naar Eisenach verplaatst. Vanaf 1955 ging de fabriek verder onder de naam VEB Automobilwerk Zwickau (AWZ). Als opstap naar de Trabant bracht AWZ de AWZ P70 op de markt, het eerste model met kunststof-opbouw en tevens het enige model dat onder de merknaam AWZ gemaakt werd.

## Fusie
Verrassend genoeg werd tegelijkertijd in de naburige Horch-fabriek (vanaf 1955 VEB Kraftfahrzeug- und Motorenwerk Zwickau, vorm. Horch) (KMZ) nogmaals een grote viertakt-auto ontworpen en van de legendarische naam Horch (later Sachsenring) voorzien. Tot die tijd waren hier vrachtwagens geproduceerd. In 1957 werd de naam van deze fabriek gewijzigd in VEB Sachsenring Kraftfahrzeug- und Motorenwerk Zwickau, en op 1 mei 1958 fuseerden de voormalige Audi- en Horch-fabrieken tot VEB Sachsenring Automobilwerke Zwickau. Toen begon de tijd van de kleine Trabant. Metalen plaatdelen en versnellingsbakken kwamen uit de voormalige Horch-fabriek, voor de aandrijflijn en de montage werd de Audi-fabriek verantwoordelijk. Een aanvullend aangekochte spinnerij diende als kunststof- en carrosseriefabriek.
- Gemeinsame Normdatei: 2068124-0
- Système universitaire de documentation: 177601884
- Virtual International Authority File: 308307482